# Lahıc (Zaqatala)
Lahıc è un comune dell'Azerbaigian situato nel distretto di Zaqatala. Conta una popolazione di 1 954 abitanti.